# Wilsoniella jardinii
Wilsoniella jardinii är en bladmossart som beskrevs av Bescherelle 1894. Wilsoniella jardinii ingår i släktet Wilsoniella och familjen Ditrichaceae. Inga underarter finns listade i Catalogue of Life.